# Byrnan Wood
Byrnan Wood is een compositie voor orkest van de Britse componist David Sawer.
Het is het eerste werk voor groot orkest van deze componist; het is in opdracht geschreven van de Proms in 1992.
Net als in zijn compositie Tiroirs is de compositie fragmentarisch van opzet; thema's worden (of zijn) niet volledig uitgewerkt. De titel verwijst losjes naar een episode uit Macbeth van Shakespeare. Macbeth is in zijn Dunsinane Castle in afwachting van een aanval door het leger van Malcolm. Malcolms leger is echter gecamoufleerd met/door takken, twijgen en gebladerte uit het bos Great Birnam Wood (Byrnan Wood is de originele spelling van Shakespeare).
Stel u voor een mistige dag en Macbeth weet dat hij aangevallen wordt. Hij ziet iets in de mistige verte; beweegt daar nou iets of niet? Voordat hij zich kan focussen beweegt ergens anders weer iets, waardoor hij zich niet kan concentreren. Het beeld lijkt stil te staan, maar door alle minieme veranderingen is het beeld totaal veranderd. Sawer heeft dit verklankt door middel van thema's en de manier waarop ze gespeeld worden te verplaatsen binnen het orkest. Een thema wordt eerst bijvoorbeeld op violen gespeeld, daarna op dezelfde manier, maar dan op bijvoorbeeld xylofonen.
Aan de manier van klankopbouw blijkt het leger (dus ook het orkest) onwillekeurig toch dichterbij te komen, terwijl je dat zelf nauwelijks in de gaten hebt. Pas als er verbrokkelde marsmuziek gespeeld wordt, heb je in de gaten dat ze voor je neus staan. De marsmuziek is als mars herkenbaar, maar ook dan wisselen de thema's zich snel af; het leger marcheert niet gelijk; dan weer zet men aan het linkerfront een stap voorwaarts en dan weer rechts.
Marsmuziek en fragmenten zijn een terugkerend fenomeen in het oeuvre van Sawer; hij heeft dat meegenomen uit zijn opleiding door Mauricio Kagel, die dat ook toepaste in zijn werk. Sawer is daarnaast ook liefhebber van surrealistische kunstwerken, hetgeen ook uit het verwrongen compositiebeeld blijkt.
De compositie duurt ongeveer 20 minuten.

## Bron
- Uitgave NMC Recordings